# Thymus didukhii
Thymus didukhii là một loài thực vật có hoa trong họ Hoa môi. Loài này được V.M.Ostapko miêu tả khoa học đầu tiên năm 1990.